# Mimosybra carinipennis
Mimosybra carinipennis är en skalbaggsart som beskrevs av Stefan von Breuning 1940. Mimosybra carinipennis ingår i släktet Mimosybra och familjen långhorningar. Inga underarter finns listade i Catalogue of Life.